# عبد الرحمان ديريلي
عبد الرحمان ديريلي (بالتركية: Abdurrahman Dereli)‏ (15 فبراير 1981 بطرابزون في تركيا - ) هو لاعب كرة قدم تركي في مركز الدفاع. شارك مع منتخب تركيا تحت 19 سنة لكرة القدم. أما مع النوادي، فقد لعب مع أنقرة غوجو وأوردو سبور وسيفاسبور ونادي قاسم باشا وAkçaabat Sebatspor ‏ وبالق أسير سبور.

## وصلات خارجية
- عبد الرحمان ديريلي على موقع الاتحاد الأوربي (الإنجليزية)
- عبد الرحمان ديريلي على موقع اتحاد تركيا (لاعب) (الإنجليزية)
- عبد الرحمان ديريلي على موقع قاعدة بيانات كرة القدم.إي يو (الإنجليزية)
- عبد الرحمان ديريلي على موقع Soccerway.com (الإنجليزية)
- عبد الرحمان ديريلي على موقع عالم كرة القدم.نت (الإنجليزية)